# Irina Spîrlea
Irina Spîrlea (Boekarest, 26 maart 1974) is een voormalig professioneel tennisspeelster uit Roemenië. Spîrlea's favoriete ondergrond is gravel. Zij speelt rechtshandig. Zij was actief in het internationale tennis in de periode 1990–2000.

## Loopbaan

### Enkelspel
Spîrlea won vier titels op de WTA-tour, en drie in het ITF-circuit. In oktober 1997 bereikte zij de zevende plaats op de wereldranglijst. Haar beste resultaat op de grandslamtoernooien is een halvefinaleplaats op het US Open 1997.

### Dubbelspel
Spîrlea won zes titels op de WTA-tour, en vijf in het ITF-circuit. In oktober 1995 bereikte zij de zestiende plaats op de wereldranglijst. Haar beste resultaat op de grandslamtoernooien is een kwartfinaleplaats op Roland Garros 1995, samen met de Zuid-Afrikaanse Elna Reinach.

### Tennis in teamverband
In de periode 1991–1994 maakte Spîrlea deel uit van het Roemeense Fed Cup-team – zij vergaarde daar een winst/verlies-balans van 10–8.

## Posities op deWTA-ranglijst
Positie per einde seizoen:
| jaar | rang enkelspel | rang dubbelspel |
| ---- | -------------- | --------------- |
| 1990 | 310            | 276             |
| 1991 | 208            | 226             |
| 1992 | 164            | 172             |
| 1993 | 63             | 94              |
| 1994 | 43             | 64              |
| 1995 | 21             | 24              |
| 1996 | 10             | 25              |
| 1997 | 8              | 38              |
| 1998 | 15             | 33              |
| 1999 | 35             | 17              |
| 2000 | 167            | 142             |

## Palmares
| Legenda                |
| ---------------------- |
| Grandslamtoernooi      |
| Olympische Spelen      |
| Year-End Championships |
| Tier I                 |
| Tier II                |
| Tier III               |
| Tier IV & V            |

### WTA-finaleplaatsen enkelspel
| nr.              | finale     | toernooi          | ondergrond | tegenstandster          | score         |         |
| ---------------- | ---------- | ----------------- | ---------- | ----------------------- | ------------- | ------- |
| gewonnen finales |            |                   |            |                         |               |         |
| 1.               | 1994-07-10 | WTA Palermo       | gravel     | Brenda Schultz          | 6-4, 1-6, 7-6 | details |
| 2.               | 1995-07-16 | WTA Palermo       | gravel     | Sabine Hack             | 7-6, 6-2      | details |
| 3.               | 1996-04-14 | WTA Amelia Island | gravel     | Mary Pierce             | 6-7, 6-4, 6-3 | details |
| 4.               | 1998-05-24 | WTA Straatsburg   | gravel     | Julie Halard-Decugis    | 7-6, 6-3      | details |
| verloren finales |            |                   |            |                         |               |         |
| 1.               | 1993-10-03 | WTA Sapporo       | tapijt (i) | Linda Harvey-Wild       | 4-6, 3-6      | details |
| 2.               | 1994-05-01 | WTA Tarente       | gravel     | Julie Halard            | 2-6, 3-6      | details |
| 3.               | 1995-01-08 | WTA Jakarta       | hardcourt  | Sabine Hack             | 6-2, 6-7, 4-6 | details |
| 4.               | 1997-03-15 | WTA Indian Wells  | hardcourt  | Lindsay Davenport       | 2-6, 1-6      | details |
| 5.               | 1998-04-05 | WTA Hilton Head   | gravel     | Amanda Coetzer          | 3-6, 4-6      | details |
| 6.               | 1999-04-25 | WTA Caïro         | gravel     | Arantxa Sánchez Vicario | 1-6, 0-6      | details |

### WTA-finaleplaatsen vrouwendubbelspel
| nr.              | finale     | toernooi        | ondergrond | partner                 | tegenstandsters                            | score         |         |
| ---------------- | ---------- | --------------- | ---------- | ----------------------- | ------------------------------------------ | ------------- | ------- |
| gewonnen finales |            |                 |            |                         |                                            |               |         |
| 1.               | 1994-05-01 | WTA Tarente     | gravel     | Noëlle van Lottum       | Sandra Cecchini Isabelle Demongeot         | 6-3, 2-6, 6-1 | details |
| 2.               | 1995-01-08 | WTA Jakarta     | hardcourt  | Claudia Porwik          | Laurence Courtois Nancy Feber              | 6-2, 6-3      | details |
| 3.               | 1996-05-12 | WTA Rome        | gravel     | Arantxa Sánchez Vicario | Gigi Fernández Martina Hingis              | 6-4, 3-6, 6-3 | details |
| 4.               | 1999-02-28 | WTA Parijs      | tapijt (i) | Caroline Vis            | Jelena Lichovtseva Ai Sugiyama             | 7-5, 3-6, 6-3 | details |
| 5.               | 1999-09-26 | WTA Luxemburg   | tapijt (i) | Caroline Vis            | Tina Križan Katarina Srebotnik             | 6-1, 6-2      | details |
| 6.               | 1999-10-31 | WTA Linz        | tapijt (i) | Caroline Vis            | Tina Križan Larisa Neiland                 | 6-4, 6-3      | details |
| verloren finales |            |                 |            |                         |                                            |               |         |
| 1.               | 1995-04-30 | WTA Zagreb      | gravel     | Laura Golarsa           | Mercedes Paz Rene Simpson                  | 5-7, 2-6      | details |
| 2.               | 1996-02-04 | WTA Tokio       | tapijt (i) | Mariaan de Swardt       | Gigi Fernández Natallja Zverava            | 6-7, 3-6      | details |
| 3.               | 1996-11-10 | WTA Oakland     | tapijt (i) | Nathalie Tauziat        | Lindsay Davenport Mary Joe Fernandez       | 1-6, 3-6      | details |
| 4.               | 1997-05-24 | WTA Madrid      | gravel     | Inés Gorrochategui      | Mary Joe Fernandez Arantxa Sánchez Vicario | 3-6, 2-6      | details |
| 5.               | 1998-11-08 | WTA Leipzig     | tapijt (i) | Manon Bollegraf         | Jelena Lichovtseva Ai Sugiyama             | 3-6, 7-6, 1-6 | details |
| 6.               | 1999-01-09 | WTA Hope Island | hardcourt  | Kristine Kunce          | Corina Morariu Larisa Neiland              | 3-6, 3-6      | details |
| 7.               | 1999-04-25 | WTA Caïro       | gravel     | Caroline Vis            | Laurence Courtois Arantxa Sánchez Vicario  | 5-7, 6-1, 6-7 | details |

## Resultaten grandslamtoernooien
| Legenda | Legenda                          |
| ------- | -------------------------------- |
| g.t.    | geen toernooi gehouden           |
| l.c.    | lagere categorie                 |
| –       | niet deelgenomen                 |
| G       | uitgeschakeld in de groepsfase   |
| 1R      | uitgeschakeld in de eerste ronde |
| 2R      | uitgeschakeld in de tweede ronde |
| 3R      | uitgeschakeld in de derde ronde  |
| 4R      | uitgeschakeld in de vierde ronde |
| KF      | uitgeschakeld in de kwartfinale  |
| HF      | uitgeschakeld in de halve finale |
| F       | de finale verloren               |
| W       | het toernooi gewonnen            |
| w-v     | winst/verlies-balans             |

### Enkelspel
| toernooi        | 1992 |    | 1994 | 1995 | 1996 | 1997 | 1998 | 1999 | 2000 |
| --------------- | ---- | -- | ---- | ---- | ---- | ---- | ---- | ---- | ---- |
| Australian Open | –    | 1R | 4R   | 2R   | KF   | 1R   | 1R   | 1R   |      |
| Roland Garros   | 1R   | 4R | 3R   | 4R   | 4R   | 1R   | 3R   | 1R   |      |
| Wimbledon       | –    | 2R | 3R   | 2R   | 4R   | 4R   | 1R   | 1R   |      |
| US Open         | –    | 1R | 1R   | 3R   | HF   | 4R   | 3R   | –    |      |

### Vrouwendubbelspel
| toernooi        | 1994 | 1995 | 1996 | 1997 | 1998 | 1999 | 2000 |
| --------------- | ---- | ---- | ---- | ---- | ---- | ---- | ---- |
| Australian Open | 2R   | 3R   | 3R   | 1R   | 1R   | 2R   | 2R   |
| Roland Garros   | 2R   | KF   | 1R   | 2R   | 2R   | 1R   | –    |
| Wimbledon       | 1R   | 3R   | 3R   | 2R   | 1R   | 3R   | 3R   |
| US Open         | 1R   | 3R   | 3R   | 1R   | 3R   | 1R   | –    |

### Gemengd dubbelspel
| toernooi        | 1994 | 1995 | 1996 | 1997 |    | 1999 |
| --------------- | ---- | ---- | ---- | ---- | -- | ---- |
| Australian Open | –    | –    | KF   | KF   | –  |      |
| Roland Garros   | –    | 2R   | 2R   | 2R   | –  |      |
| Wimbledon       | 1R   | 2R   | 1R   | –    | –  |      |
| US Open         | –    | KF   | 1R   | –    | 2R |      |